# Planches
Planches település Franciaországban, Orne megyében. Lakosainak száma 181 fő (2022. január 1.). Planches Échauffour, Fay, Ferrières-la-Verrerie, Sainte-Gauburge-Sainte-Colombe és Merlerault-le-Pin községekkel határos.

## Népesség
A település népességének változása:
| Lakosok száma | 201  | 196  | 189  | 187  | 185  | 183  | 182  | 181  |
|               | 2013 | 2015 | 2017 | 2018 | 2019 | 2020 | 2021 | 2022 |